# Martin Scholz (Journalist)
Martin Scholz (* 29. Dezember 1963 in Gütersloh) ist ein deutscher Journalist.

## Leben und Wirken
Scholz verantwortet die Interview-Reihe im Ressort „Titelthema“ der Welt am Sonntag. Zuvor war er unter anderem Ressortleiter des Magazins der Frankfurter Rundschau, davor Reporter bei der FR. Er war verantwortlich für die Interviewreihe Das Gespräch im Politikteil der Rundschau.
Seine Interviews mit Sting, U2, Paul McCartney, Iggy Pop, Herbert Grönemeyer, The Who und den Rolling Stones erschienen u. a. im Stern, der Süddeutschen Zeitung, der Zeit und der deutschen Ausgabe des Rolling Stone. Darüber hinaus veröffentlichte er 2007 zur Wiedervereinigung von The Police eine Sammlung von Interviews aus 20 Jahren Bandgeschichte.
Scholz lebt in Frankfurt am Main.

## Publikationen
- The Police. Wir haben uns gerne geprügelt. Eichborn Verlag, Frankfurt am Main 2007, ISBN 978-3-8218-5689-6
- Pop, Poesie und Politik, mit Axel Vornbäumen, S. Fischer Verlag, Frankfurt am Main 2000, ISBN 9783596148240